# Louis Émond (écrivain, 1957)
Pour les articles homonymes, voir Louis Émond.
Louis Émond est un écrivain pour la jeunesse québécois né le 13 février 1957 à Verdun (Montréal).

## Biographie
Louis Émond est né à Verdun en 1957, au sein d'une famille de sept enfants. Demeurant aujourd'hui à Saint-Bruno-de-Montarville, il est marié et père de deux filles et d'un fils. 
Louis Émond fait ses études secondaires au Collège de Montréal, avant d'entrer au Collège André-Grasset. Durant ces années, Louis Émond découvre le théâtre, qui devient l'une de ses nombreuses passions. Hésitant à orienter sa carrière vers les arts, il part sillonner l'Europe durant plusieurs mois en 1976, un voyage formateur durant lequel il prendra la décision de devenir enseignant au primaire. Il s'inscrit donc au baccalauréat en enseignement à l'Université McGill. À la suite de ses études, il enseigne brièvement dans une école pré-maternelle anglophone, puis en 6e année du primaire pendant 22 ans, d'abord à Saint-Bruno-de-Montarville, puis à Saint-Basile-Le-Grand.
Au fil de ses années d'enseignement, Louis Émond continue de cultiver ses passions pour le théâtre et l'écriture. Il monte plusieurs pièces de théâtre avec ses élèves, notamment A Christmas Carol, de Charles Dickens, La Machine à beauté, de Raymond Plante, ou encore des pièces qu'il écrit lui-même, dont Comme une ombre, qui sera par la suite publiée aux éditions Québec-Amérique.
Parallèlement à sa carrière d'enseignant, Louis Émond développe celle de rédacteur et d'écrivain, travaillant notamment pour La Presse où il coécrit durant trois ans une page appelée La Presse des six-douze dans laquelle l'actualité est mise à la portée des jeunes du primaire. Cette idée sera ensuite reprise durant neuf ans pour Le Journal 7-15 qui deviendra ensuite Le Monde d'Émond, un journal télématique dont le but sera d'expliquer aux jeunes ce qui se passe ici et ailleurs dans le monde.
Il publiera aussi, au cours des années 1990, des romans et nouvelles pour la jeunesse. Parus aux éditions Pierre Tisseyre, les romans Taxi en cavale et Un si bel enfer marqueront le début de sa carrière. Paraîtront ensuite deux recueils de nouvelles à saveur fantastique - un genre qu'il affectionne - intitulés La Guéguenille et Trois séjours en sombres territoires. Ce dernier sera finaliste au prix Montréal-Brive et arrivera 4e au palmarès de Livromanie, une première pour un recueil de nouvelles. 
Au début des années 2000, invité par le magazine Enfants Québec à partager ses connaissances et son expérience en matière d'éducation, il rédigera durant sept ans plus d'une cinquantaine de chroniques sur autant de sujets liés au monde scolaire. Cette collaboration lui permettra d'ailleurs de remporter, en 2003, le grand prix de l'Association des éditeurs de magazines du Québec dans la catégorie Chroniques.
Durant ce temps, sa carrière d'écrivain ne sera pas en reste puisqu'il publiera tour à tour deux romans pour premiers lecteurs C'est parce que... et Les Trois bonbons de Monsieur Magnani. La parution de ces deux romans marquent son passage à une nouvelle maison d'édition Soulières éditeur que vient de fonder son vieil ami l'auteur Robert Soulières qui sera secondé dans sa tâche par sa compagne Colombe Labonté. Paraissent alors un conte de Noël La Guerre des lumières et une nouvelle édition entièrement réécrite de Taxi en cavale.
Mais c'est en 2006 que Louis Émond publiera une œuvre d'importance. Né d'un défi ambitieux qu'il s'était lancé plusieurs années auparavant, le recueil de nouvelles Quand la vie ne suffit pas raconte, en sept histoires, comment les arts peuvent procurer à l'être humain une certaine rédemption ou la réalisation de rêves cachés. Le site de la bibliothèque de Montréal a écrit qu'il s'agit d'un "recueil de sept nouvelles dans lesquelles les arts transfigurent à la fois la vie des artistes et de leur public. Rédigées d'une plume virtuose jusqu'au dénouement surprenant, elles brossent, avec une intensité et une sensibilité exempte de toute mièvrerie, le portrait de personnages nuancés et plus vrais que nature, habités d'une profonde et émouvante humanité. Un superbe ouvrage que l'on referme le cœur gonflé d'espoir et désireux de rendre le monde meilleur."
Pas étonnant que Quand la vie ne suffit pas remportera en 2007 le Prix du public ET le Prix du jury au Grand prix du livre de Montérégie.
Fort de ces récents succès, Louis Émond republiera en 2009 son roman Un si bel enfer et son recueil de nouvelles Trois séjours en sombres territoires aux Éditions Pierre Tisseyre, après, là encore, les avoir entièrement réécrits.
Paraît à l'automne 2010, toujours chez Soulières éditeur, Une tonne et demie de bonbons, roman pour les premiers lecteurs qui raconte l'histoire d'un exploit sportif, un soir d'Halloween. En 2011, Trooooooooooop long! sera le premier roman d'une série mettant en vedette Zou, une petite fille aussi forte en gueule que de caractère. Cette année-là, Louis Émond fera aussi paraître aux éditions Hurtubise HMH un premier album illustré en carrière intitulé Le Monde de Théo réalisé en collaboration avec le talentueux illustrateur Philippe Béha. Cet album sera finaliste pour sept prix littéraires, dont le prix TD, le prix Alvine-Bélisle et le Prix Québec-Wallonie-Bruxelles, et remportera le Prix Marcel-Couture de même que le prix Environnement et Société.
En 2013, il publie un nouveau roman de la série Trooooooooooop... agrémenté, tout comme pour le premier, des dessins de l'artiste Julie Miville. Dans ce nouvel épisode des mésaventures de Zou dont le titre est Trooooooooooop mou!, l'indomptable fillette et ses camarades apprennent que madame Archambault, leur enseignante adorée, est très malade et qu'elle sera remplacée par un suppléant qui a développé une conception très personnelle de la discipline en classe. En 2014, Louis Émond fait paraître chez Dominique et cie un deuxième album avec son complice Philippe Béha intitulé L'étrange peur de monsieur Pampalon qui raconte les tribulations d'un homme souffrant d'agoraphobie.
Au début de 2015, l'auteur met la dernière main à deux nouvelles œuvres qui paraîtront à l'automne. D'abord, un troisième roman de la série Trooooooooooop... dont le titre Trooooooooooop loin! évoque l'erreur commise par Zou en s'éloignant de l'autobus scolaire en panne, puis un conte de Noël, Le jouet brisé, à paraître aux Éditions de la Bagnole, qui décrit comment la vie d'un homme traversant des moments difficiles peut être changée de surprenante façon...
Louis Émond travaille présentement à de nombreux autres projets, parmi lesquels un quatrième roman de la série Trooooooooooop... et un conte simple et touchant dont le sujet le hantait depuis son voyage dans les Rocheuses canadiennes, en 2013.

## Œuvre

### Albums
- Le monde de Théo (2011), Éditions Hurtubise

- L'étrange peur de monsieur Pampalon (2011), Éditions Héritage, Collection Dominique et cie
- Le jouet brisé (2015), Éditions de la Bagnole

### Romans
- Taxi en cavale (1992), Éditions Pierre Tisseyre, Collection Conquêtes. Réédition en 2005 chez Soulières Éditeur, Collection Graffiti.
- Un si bel enfer (1993), Éditions Pierre Tisseyre, Collection Conquêtes. Réédition révisée en 2009.
- C'est parce que... (1997), Soulières Éditeur, Collection Ma petite vache a mal aux pattes.
- Les Trois Bonbons de monsieur Magnani (2000), Soulières Éditeur, Collection Ma petite vache a mal aux pattes.
- La Guerre des lumières (2003), Soulières Éditeur, Collection Graffiti.
- Une tonne et demie de bonbons (2010), Soulières Éditeur, Collection Ma petite vache a mal aux pattes.
- Trooooooooooop long ! (2011), Soulières Éditeur, Collection Ma petite vache a mal aux pattes.
- Trooooooooooop mou! (2013), Soulières Éditeur, Collection Ma petite vache a mal aux pattes.
- Trooooooooooop loin! (2015), Soulières Éditeur, Collection Ma petite vache a mal aux pattes.

### Pièces de théâtre
- Comme une ombre (1993), Québec Amérique, Collection Jeunesse Théâtre.

### Recueils de nouvelles
- La Guéguenille (1994), Éditions Pierre Tisseyre, Collection Conquêtes.
- Trois séjours en sombres territoires (1996), Éditions Pierre Tisseyre, Collection Conquêtes. (Réédition en 2009)
- Quand la vie ne suffit pas (2006), Soulières Éditeur, Collection Graffiti.

### Nouvelles dans des anthologies
- Prisonnier des Malbrouks, dans La Planète des fous (1999), coédition Les Débrouillards/Soulières Éditeur, Collection Chat Débrouillard.
- La Mystérieuse Armoire de Zénon Allard, dans La Mystérieuse Armoire de Zénon Allard et trois autres histoires (2000), coédition Les Débrouillards/Soulières Éditeur, Collection Chat Débrouillard.
- La Malédiction des triplés, dans Le Sphinx de l'autoroute (2000), coédition Les Débrouillards/Soulières Éditeur, Collection Chat Débrouillard.